# Ейр Америка
Ейр Америка — комедійний фільм 1990 року.

## Сюжет
«Ейр Америка» — авіалінія ЦРУ, яка функціонувала в Лаосі під час в’єтнамської війни. Після втрати ліцензії пілота Білла Корвінгтона беруть на роботу саме туди, і разом з ветераном-напарником він отримує завдання вилетіти на ворожу територію з секретною місією… Контрабанда, ЦРУ, пригоди — що може бути краще для двох відчайдушних пілотів! Вони готові доставити що завгодно, кого завгодн  — їм все одно, лише б платили.